# Die Gelofte

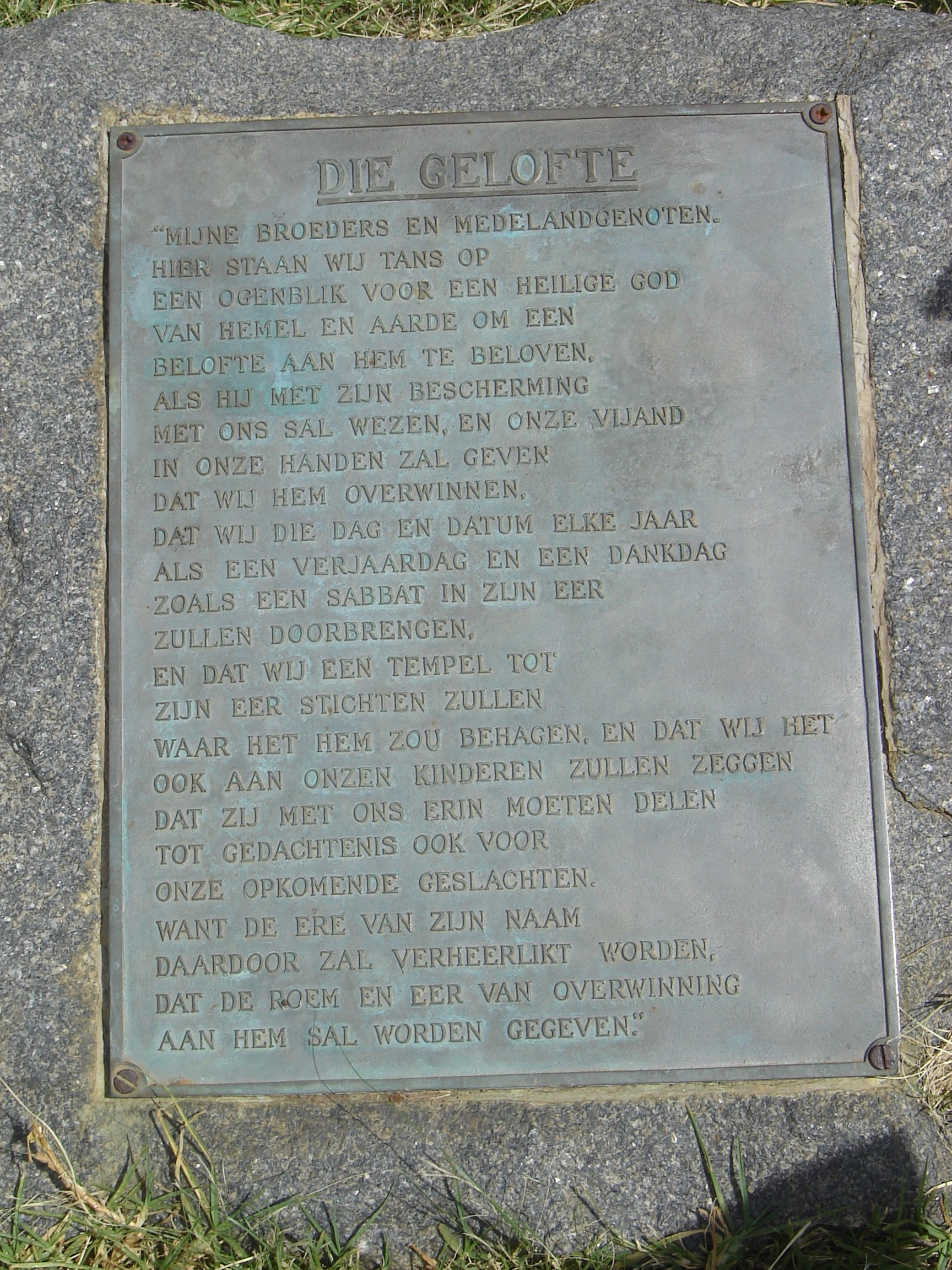
Placa conmemorativa con el texto en holandés del voto hecho por los voortrekkers.

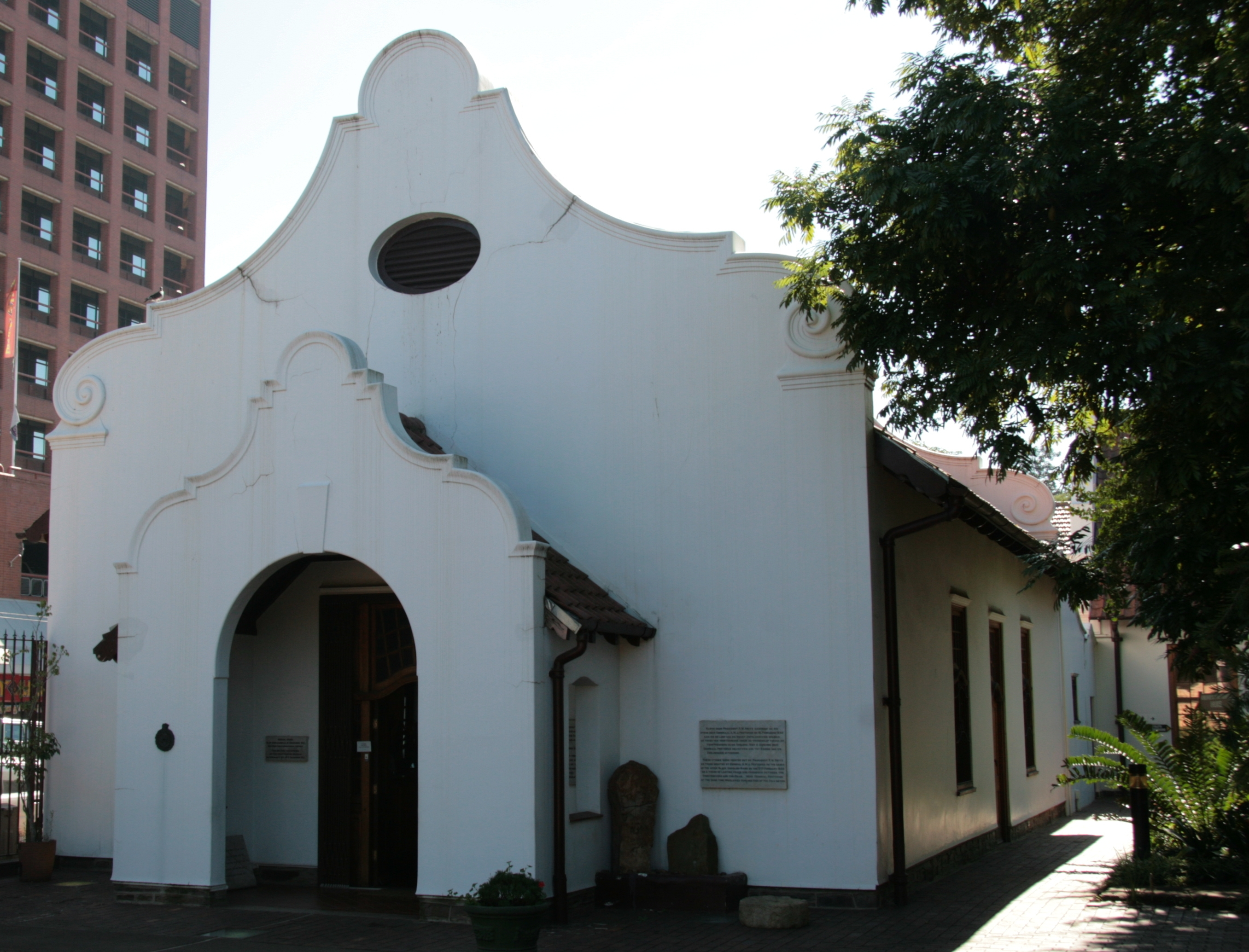
Geloftekerkie (iglesia del voto) en Pietermaritzburg.

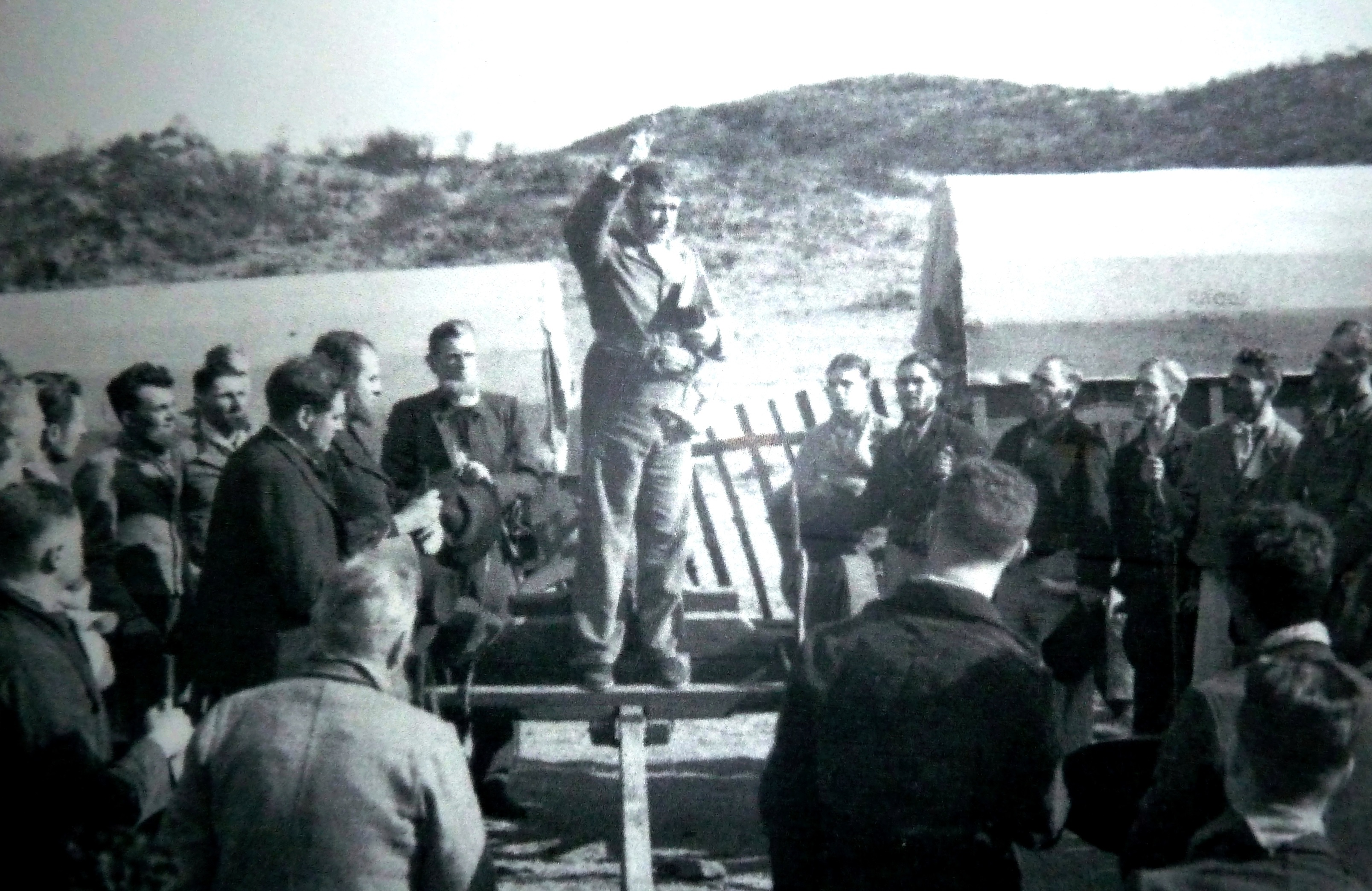
Escena de la película sudafricana Die Bou van 'n Nasie de 1938 que reconstruye el momento del voto de 1838.

Die Gelofte (en español: el voto) es una promesa o pacto hecho ante Dios por los voortrekkers el domingo 9 de diciembre de 1838, antes de la batalla del Río Sangriento. Cerca del río Waschbank, el predicador Sarel Cilliers se puso de pie sobre una cureña y propuso un voto solemne a los demás voortrekkers que se habían reunido para el servicio religioso. Los voortrekkers prometieron que si Dios les ayudaba a ganar la batalla, ellos construirían un templo en su honor y celebrarían, ellos y sus descendientes, el día de la victoria como un día santo. El voto fue repetido diariamente hasta el 15 de diciembre. Se hacía al caer la tarde, cuando se cantaban los salmos y se oraba.
Luego de haber vencido a los zulúes el 16 de diciembre de 1838, los voortrekkers empezaron a conmemorar el Dingaansdag (día de Dingaan). En 1841 erigieron la Geloftekerkie (iglesia del voto) en Pietermaritzburg. 

## Texto
El voto original en holandés, tal como aparece en la placa conmemorativa:
Mijne broeders en medegenoten, hier staan wij tans op een ogenblik voor een heilige God van hemel en aarde om een belofte aan Hem te beloven, als Hij Zijn bescherming met ons zal wezen, en ons vijand in onze handen sal geven, dat wij hem oorwinnen, dat wij die dag en datum elke jaar als een verjaardag en een dankdag zoals een Sabbat in Zijn eer sal doorbrengen en dat wij een tempel tot Zijn eer stichten sal, waar het Hem sou behagen en dat wij het ook aan onze kinderen zal zeggen, dat zij met ons er in moeten delen, tot gedachtenis ook voor onze opkomende geslachten, want de eer van Zijn Naam zal daardoor verheerlikt worden, dat de roem en eer van overwinning aan Hem sal worden gegeven.

Traducción libre al español:
Hermanos míos, estamos aquí ante el Santo Dios del cielo y la tierra para hacerle un voto. Si Él nos protege y entrega a nuestro enemigo en nuestras manos, observaremos anualmente esta fecha como un día de acción de gracias y un sabbath, y construiremos un templo en su honor en donde a Él le plazca, y se lo contaremos a nuestros hijos para que lo compartan junto a nosotros como recuerdo para las futuras generaciones. De este modo, le serán dados a Él la fama y el honor de la victoria y su nombre será glorificado. 

## Cine
La película sudafricana Die Bou van 'n Nasie de 1938 tiene una escena en la que se recrea el momento de la promesa de 1838.